# Pascal Jolyot
Pascal Jolyot (* 26. července 1958 Fontainebleau, Francie) je bývalý francouzský sportovní šermíř, který se specializoval na šerm fleretem.
Francii reprezentoval v sedmdesátých a osmdesátých letech. Na olympijských hrách startoval v roce 1980 a 1984 v soutěži jednotlivců a družstev. V soutěži jednotlivců získal na olympijských hrách 1980 stříbrnou olympijskou medaili. V roce 1979 obsadil druhé místo na mistrovství světa v soutěži jednotlivců. S francouzským družstvem fleretistů vybojoval na olympijských hrách 1980 zlatou olympijskou medaili a na olympijských hrách 1984 bronzovou olympijskou medaili a v roce 1978 a 1982 vybojoval s družstvem druhé místo na mistrovství světa.